# Pigeonnier de Roux de Corse
Le pigeonnier de Roux de Corse dont la construction est due à l'armateur marseillais Georges Roux de Corse, a la forme d'une grosse tour cylindrique de 22,50 m de hauteur et plus de douze mètres de diamètre, construit au XVIIIe siècle il se trouve sur la commune de Brue-Auriac dans le département du Var. Ce pigeonnier a fait l’objet d’une inscription au titre des monuments historiques depuis le 23 février 2004.

## Historique
Le 28 mars 1746 Georges Roux achète à François Nicolas Dupin le fief de Brue, lieu inhabité du haut Var, et devient ainsi seigneur de Brue. Dès juillet 1746 et malgré la guerre de Succession d'Autriche qui frappe la Provence, l'armée austro-sarde progresse jusqu'à Draguignan, Georges Roux entreprend la construction d'un château qui s'achève en octobre 1750. Afin d'affirmer son autorité et manifester sa puissance il fait construire un colombier dont les dimensions sont imposantes. 
Au fil des siècle le pigeonnier tombe en ruine et est racheté par la commune en 1956. 
En 1996, le monument entre au Livre Guiness des records en tant que plus grand pigeonnier d'Europe.  
Depuis le 23 février 2004 il est inscrit à l'inventaire des Monuments historiques. 
En 2021, la Mission Stéphane Bern retient le pigeonnier dans la liste des sites retenus pour le loto du patrimoine en 2021. 
En mars 2025, les travaux de réhabilitation du pigeonnier se terminent. 

## Description
La tour dont le diamètre interne est proche de dix mètres s'élève à 22,50 m de hauteur ; à l'intérieur 8 100 alvéoles également appelées "boulins" garnissent l'intérieur des parois. Ces boulins sont construits en briques, ce qui est le mode le plus avantageux pour les pigeons car ce matériau est isolant.
À l'extérieur une double ceinture de carreaux vernissés lisses et brillants empêche la progression des rats, prédateurs d'œufs. La plupart de ces carreaux sont tombés mais les traces de leur scellement sont encore bien visibles sur la paroi du pigeonnier. L'exploitation d'un colombier était très lucrative car il produisait des œufs et de la viande. De plus la fiente des pigeons, appelée "colombine", était un engrais azoté apprécié. Il ne faut donc pas s'étonner que Georges Roux et son épouse aient pu vivre des produits d'un tel colombier lorsque les revers financiers les y réduisirent.

## Galerie

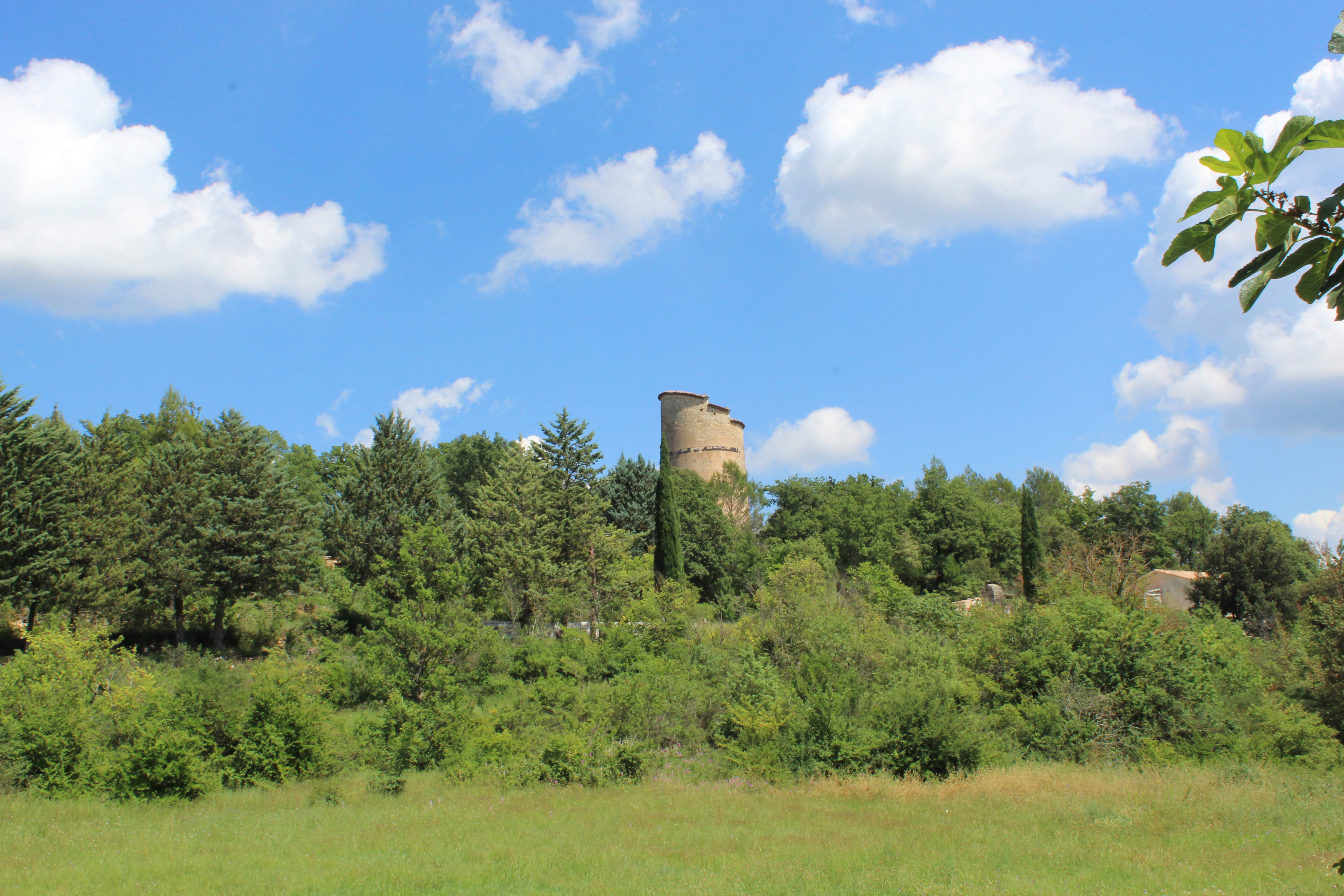